# Seul... Je t'emmerde
Albums de MC Jean Gab'1
Du Rire Et Des Gnons
Seul... Je t'emmerde est le second album de MC Jean Gab'1. Il est sorti le 6 septembre 2010.

## Liste des morceaux
1. La Marseillaise - 3:51
2. Seul - 4:01
3. Cabouche - 3:14
4. Paris-Kingston (feat. Bounty Killer) - 3:59
5. Eight One - 2:44
6. Adrénaline - 3:29
7. BlaBlaBlaBla - 3:10
8. Le Monde Civilisé - 3:35
9. One Two Three (feat. Ce'Cile) - 3:50
10. Kyser - 3:43
11. Frère D'armes - 3:54
12. P'tit Charles - 3:16
13. Enfin - 5:06
14. Mon Paradis - 3:19